# نبرد چرنوبیل (فیلم)
نبرد چرنوبیل (به فرانسوی: La Bataille de Tchernobyl) یک فیلم مستند به کارگردانی توماس جانسون محصول سال ۲۰۰۶ است که حادثه انفجار رآکتور نیروگاه اتمی چرنوبیل و چگونگی تلاش دولت شوروی برای مهار این بحران را با استفاده از تصاویر فیلمبرداری شده در روزهای پس از حادثه و نیز مصاحبه با بازماندگان حادثه و مقامات وقت شوروی نشان می‌دهد.

## جوایز[۲]
- جایزه ایتالیا ۲۰۰۶
- جایزه ویژه هیئت داوران اروپا ۲۰۰۶
- جایزه بهترین مستند جشنواره بین‌المللی تلویزیون BANFF (کانادا- ۲۰۰۷) در بخش تاریخی و بیوگرافی
- جایزه جوانان 2008 - BaKaFORUM ۲۰۰۸ - بازل - انجمن کارلسروهه
- جایزه بزرگ هیئت داوران - جایزه ویدیوی UNAFF و استنفورد برای بهترین تدوین - استانفورد - ایالات متحده آمریکا
- Best of INPUT - سانفرانسیسکو - ۲۰۰۷